# Margarethe Lenore Selenka
Margarethe Lenore Selenka geb. Heinemann (* 7. Oktober 1860 in Hamburg; † 16. Dezember 1922 in München) war eine deutsche Zoologin, Frauenrechtlerin und Friedensaktivistin.

## Leben
Selenka entstammt einer Kaufmannsfamilie. Ihre erste Ehe im Jahre 1886 mit dem Autor Ferdinand Neubürger wurde nach fünf Jahren geschieden. 1893 heiratete sie den Zoologiehochschullehrer Emil Selenka, der an der Universität Erlangen unterrichtete. Unter dem Einfluss ihres zweiten Ehemannes studierte sie Paläontologie, Anthropologie und Zoologie und wurde wissenschaftliche Assistentin ihres Ehemannes. 1892 nahm sie an einer von ihrem Ehemann geleiteten Forschungsreise nach dem damaligen Ceylon, Japan, China und dem damaligen Niederländisch-Ostindien teil. Als ihr Ehemann während der Reise erkrankte und nach Deutschland zurückkehren musste, verblieb sie weitere Monate, um auf Borneo das Leben von Affen in freier Wildbahn zu studieren. Nach ihrer Rückkehr verfasste sie darüber einen Bericht mit dem Titel Sonnige Welten – Ostasiatische Reiseskizzen.
1895 wechselte die Familie Selenka ihren Wohnsitz und zog nach München. Dort lernte Selenka die Frauenrechtlerinnen Anita Augspurg und Lida Gustava Heymann kennen und engagierte sich darauf in der deutschen Frauenrechts- und Friedensbewegung. Gemeinsam mit Augspurg begann sie eine Kampagne für die Frauenrechte im Deutschen Kaiserreich. Selenka wurde Mitglied im Verband Fortschrittlicher Frauenvereine (VfF). 1899 organisierte sie eine Friedensdemonstration.
Während dieser Zeit wurde die Familie Selenka im Bereich ihrer beruflichen Tätigkeit mit den Entdeckungen von Eugène Dubois konfrontiert, der 1891 bei Trinil das Fossil vom Java-Menschen, dem Homo erectus, entdeckte. In der aufflammenden Theologen- und Wissenschaftsdebatte entschied sich Selenkas Ehemann, eine weitere Forschungsreise nach Niederländisch-Ostindien zu unternehmen, um weitere Fossilien zu suchen, die die Entdeckung von Eugène Dubois unterstützen sollten. Selenkas Ehemann starb im folgenden Jahr 1902 plötzlich. Selenka setzte daraufhin die Arbeiten ihres Ehemannes fort und die Forschungsreise fand 1907/1908 statt. Zwar konnte sie keine weiteren Fossilien des Java-Menschen bei Trinil entdecken, aber es gelang ihr gleichwohl, Beiträge zur regionalen Stratigraphie zu leisten sowie viele Fossilien von Säugetieren aus dem Pleistozän zu finden. Nach ihrer Rückkehr nach Deutschland verfasste sie gemeinsam mit dem Geologen Max Blanckenhorn einen Bericht, der internationale wissenschaftliche Würdigung erhielt.
1904 nahm Selenka an der internationalen Friedenskonferenz in Boston teil, wo sie den deutschen Verband Fortschrittlicher Frauenvereine (VfV) vertrat. Nach einem Streit mit Augspurg und Heymann verließ sie den VfV und trat dem rivalisierenden Bund für Mutterschutz und Sexualreform (BfMS) bei, der von ihrer Freundin Helene Stöcker gegründet wurde.
Wieder mit Anita Augspurg und Lida G. Heymann nahm sie vom 28. April bis 1. Mai 1915 als eine der 28 deutschen Frauen unter schwierigsten Bedingungen an der Ersten Internationalen Frauen-Friedens-Konferenz in Den Haag teil, um für ein sofortiges Ende des Krieges zu demonstrieren; sie war von Anfang an Mitglied der IFFF.
Selenka verstarb 1922. Im Münchner Stadtbezirk Ramersdorf-Perlach ist seit 2015 die Margarethe-Selenka-Straße nach ihr benannt.

## Bibliographie
- 1896 - Sonnige Welten. Ostasiatische Reise-Skizzen. Borneo - Japan - Java - Sumatra - Vorderindien - Ceylon. Wiesbaden: Kreidel. Mit  Emil Selenka
- 1911 - Die Pithecanthropus-Schichten auf Java. Geologische und paläontologische Ergebnisse der Trinil-Expedition (1907 und 1908). Leipzig: Engelmann. Zusammen mit Max Blanckenhorn